# Баленко Микола Пилипович
Микола Пилипович Баленко (нар. 6 лютого 1921 — 21 січня 1994) — радянський військовий льотчик-штурмовик, учасник Другої світової війни, гвардії старший лейтенант. Герой Радянського Союзу (1945).

## Біографія
Народився 6 лютого 1921 року в селі Широка Гребля (нині — Вінницький район Вінницької області) в селянській родині. Українець. У 1940 році одночасно закінчив Вінницький технікум радянської торгівлі й Вінницький аероклуб. Працював товарознавцем.
До лав РСЧА призваний у 1941 році. У 1943 році закінчив Борисоглібську військову авіаційну школу пілотів. Учасник німецько-радянської війни з листопада 1943 року. Член ВКП(б) з 1944 року.
Всього за роки війни командир авіаційної ланки 6-го гвардійського штурмового авіаційного полку 335-ї штурмової авіаційної дивізії 3-ї повітряної армії 1-го Прибалтійського фронту гвардії старший лейтенант М. П. Баленко здійснив на літакові Іл-2 158 вдалих бойових вильотів на штурмовку й розвідку військ і техніки супротивника. У повітряних боях його екіпаж збив особисто 2 та у складі групи 2 літаки ворога.
По закінченні війни продовжив військову службу в частинах ВПС СРСР. У 1946 році закінчив Краснодарську вищу офіцерську авіаційну школу штурманів. У 1955 році підполковник М. П. Баленко вийшов у запас.
Мешкав у Краснодарі, працював до виходу на пенсію старшим товарознавцем. Помер 21 січня 1994 року. Похований на Слов'янському цвинтарі Краснодара.

## Нагороди
Указом Президії Верховної Ради СРСР від 18 серпня 1945 року за зразкове виконання бойових завдань командування на фронті боротьби з німецькими загарбниками та виявлені при цьому відвагу і героїзм, гвардії старшому лейтенантові Баленку Миколі Пилиповичу присвоєне звання Героя Радянського Союзу з врученням ордена Леніна та медалі «Золота Зірка» (№ 8707).
Також нагороджений двома орденами Червоного Прапора (23.01.1944, 19.08.1944), орденом Олександра Невського (15.05.1945), трьома орденами Вітчизняної війни 1-го ступеня (03.06.1944, 01.11.1944, 06.04.1985) та медалями.

## Пам'ять
У місті Краснодарі на фасаді будинку, в якому мешкав М. П. Баленко, встановлено меморіальну дошку.
У селі Широка Гребля, де народився Микола Пилипович Баленко на фасаді школи, в якій навчався встановлено меморіальну дошку.